# Psyche breviserrata
Psyche breviserrata är en fjärilsart som beskrevs av Leo Sieder 1963. Psyche breviserrata ingår i släktet Psyche och familjen säckspinnare. Inga underarter finns listade.